# Peräsaari (ö i Södra Karelen, Villmanstrand, lat 61,30, long 28,32)
Peräsaari är en ö i Finland. Den ligger i sjön Saimen och i kommunen Taipalsaari i den ekonomiska regionen  Villmanstrands ekonomiska region  och landskapet Södra Karelen, i den södra delen av landet, 220 km nordost om huvudstaden Helsingfors. Öns area är 7,8 hektar och dess största längd är 0,5 kilometer i nord-sydlig riktning.